# Mickaël Marteau
Pour les articles homonymes, voir Marteau.
Mickaël Marteau, né le 28 septembre 1992 à Nantes, est un rameur d'aviron français.
Il remporte aux Championnats d'Europe d'aviron 2016 à Brandebourg-sur-la-Havel une médaille de bronze en quatre sans barreur avec Benjamin Lang et les frères Valentin et Théophile Onfroy.